# NGC 6861B
NGC 6861B (другие обозначения — PGC 64094, ESO 233-26) — линзообразная галактика (S0) в созвездии Телескоп.
Этот объект не входит в число перечисленных в оригинальной редакции «Нового общего каталога» и был добавлен позднее.